# Western & Southern Open 2022
Western & Southern Open 2022, známý pod názvem Cincinnati Masters 2022, byl společný tenisový turnaj na okruzích mužů ATP Tour a žen WTA Tour, hraný v Lindnerově rodinném tenisovém centru na otevřených dvorcích s tvrdým povrchem Laykold. Probíhal mezi 15. až 21. srpnem 2022 v ohijském Masonu přibližně 35 kilometrů od centra Cincinnati jako 121. ročník mužského a 94. ročník ženského turnaje.  
Mužská polovina dotovaná 6 971 275 americkými dolary se řadila do kategorie okruhu ATP Masters 1000. Ženská část s rozpočtem 2 527 250 dolarů patřila do kategorie WTA 1000. Turnaj představoval součást severoamerické US Open Series v jejím čtvrtém týdnu. Nejvýše nasazenými singlisty se staly světové jedničky, Daniil Medveděv a Iga Świąteková z Polska. Jako poslední přímí účastníci do dvouher nastoupili americký 49. hráč žebříčku Brandon Nakashima a 46. žena klasifikace Julia Putincevová z Kazachstánu. Stejně jako do Austrálie a Kanady nemohl Novak Djoković přicestovat do Spojených států, protože jako neočkovaný proti covidu-19 neobdržel výjimku ke vstupu. Spojené státy umožnily vstup na své území jen plně očkovaným osobám. Střediska pro kontrolu a prevenci nemocí oznámila rozvolnění proticovidových opatření včetně oblasti cestování. Na jejich aktualizované znění Djoković čekal, zdali mu umožní start na US Open.
V důsledku invaze Ruska na Ukrajinu na konci února 2022 řídící organizace tenisu ATP, WTA a ITF s grandslamy rozhodly, že ruští a běloruští tenisté mohli dále na okruzích startovat, ale do odvolání nikoli pod vlajkami Ruska a Běloruska.
Třetí singlový titul na okruhu ATP Tour vyhrál 25letý Chorvat Borna Ćorić, jenž se jako 152. hráč světa stal nejníže postaveným šampionem turnaje Masters od jejího založení v roce 1990. Jubilejní desátou trofej z dvouhry okruhu WTA Tour, a třetí v kategorii WTA 1000, vyhrála 28letá Francouzka  Caroline Garciaová. Stala se tak první vítězkou turnaje WTA 1000, včetně její předchůdkyně Premier Mandatory & 5, která do hlavní soutěže postoupila z kvalifikace.
Titul z mužské čtyřhry si odvezl první světový pár složený z Američana Rajeeva Rama a Brita Joea Salisburyho, kteří vybojovali sedmou společnou trofej a třetí v sérii Masters. Ženský debl ovládla ukrajinsko-lotyšská dvojice Ljudmyla Kičenoková a Jeļena Ostapenková, jejíž členky získaly druhou párovou trofej a premiérově pronikly do elitní desítky deblového žebříčku WTA.

## Rozdělení bodů a finančních odměn

### Rozdělení bodů
| Soutěž       | Soutěž        | vítězové | finalisté | semifinalisté | čtvrtfinalisté | 16 v kole | 32 v kole | 56 v kole | Q  | Q2 | Q1 |
| ------------ | ------------- | -------- | --------- | ------------- | -------------- | --------- | --------- | --------- | -- | -- | -- |
| dvouhra mužů | [ 2 ]         | 1000     | 600       | 360           | 180            | 90        | 45        | 10        | 25 | 16 | 0  |
| čtyřhra mužů | [ 13 ] [ 14 ] | 1000     | 600       | 360           | 180            | 90        | 0         | —         | —  | —  | —  |
| dvouhra žen  | [ 1 ] [ 15 ]  | 900      | 585       | 350           | 190            | 105       | 60        | 1         | 30 | 20 | 1  |
| čtyřhra žen  | [ 16 ]        | 900      | 585       | 350           | 190            | 105       | 5         | —         | —  | —  | —  |

### Finanční odměny
| Soutěž                              | Soutěž       | vítězové  | finalisté | semifinalisté | čtvrtfinalisté | 16 v kole | 32 v kole | 56 v kole | Q2       | Q1      |
| ----------------------------------- | ------------ | --------- | --------- | ------------- | -------------- | --------- | --------- | --------- | -------- | ------- |
| dvouhra mužů                        | [ 2 ] [ 17 ] | 970 020 $ | 529 710 $ | 289 655 $     | 157 995 $      | 84 510 $  | 45 315 $  | 25 110 $  | 12 860 $ | 6 735 $ |
| čtyřhra mužů                        | [ 2 ] [ 14 ] | 297 620 $ | 161 670 $ | 88 800 $      | 48 990 $       | 26 940 $  | 14 700 $  | —         | —        | —       |
| dvouhra žen                         | [ 1 ] [ 15 ] | 412 000 $ | 242 800 $ | 125 000 $     | 57 440 $       | 28 730 $  | 16 340 $  | 11 725 $  | 6 880 $  | 3 580 $ |
| čtyřhra žen                         | [ 16 ]       | 120 300 $ | 67 630 $  | 37 180 $      | 18 750 $       | 10 620 $  | 7 120 $   | —         | —        | —       |
| částka ve čtyřhře je uvedena na pár |              |           |           |               |                |           |           |           |          |         |

## Dvouhra mužů

### Nasazení
| Stát                         | Hráč                  | ATP | Nasazení |
| ---------------------------- | --------------------- | --- | -------- |
|                              | Daniil Medveděv       | 1.  | 1.       |
| Španělsko                    | Rafael Nadal          | 3.  | 2.       |
| Španělsko                    | Carlos Alcaraz        | 4.  | 3.       |
| Řecko                        | Stefanos Tsitsipas    | 5.  | 4.       |
| Norsko                       | Casper Ruud           | 7.  | 5.       |
|                              | Andrej Rubljov        | 8.  | 6.       |
| Kanada                       | Félix Auger-Aliassime | 9.  | 7.       |
| Polsko                       | Hubert Hurkacz        | 10. | 8.       |
| Spojené království           | Cameron Norrie        | 11. | 9.       |
| Itálie                       | Jannik Sinner         | 12. | 10.      |
| USA                          | Taylor Fritz          | 13. | 11.      |
| Itálie                       | Matteo Berrettini     | 14. | 12.      |
| Argentina                    | Diego Schwartzman     | 15. | 13.      |
| Chorvatsko                   | Marin Čilić           | 16. | 14.      |
| Španělsko                    | Roberto Bautista Agut | 18. | 15.      |
| Bulharsko                    | Grigor Dimitrov       | 19. | 16.      |
| Žebříček ATP k 8. srpnu 2022 |                       |     |          |

### Jiné formy účasti
Následující hráči obdrželi divokou kartu do hlavní soutěže:
- Sebastian Korda
- Mackenzie McDonald
- Ben Shelton
- J. J. Wolf

Následující hráči nastoupili do hlavní soutěže pod žebříčkovou ochranou:
- Borna Ćorić
- Stan Wawrinka

Následující hráči postoupili z kvalifikace:
- Lorenzo Musetti
- Henri Laaksonen
- Thanasi Kokkinakis
- David Goffin
- Lorenzo Sonego
- Jaume Munar
- Marcos Giron

Následující hráči postoupil z kvalifikace jako tzv. šťastný poražený:
- Fabio Fognini

### Odhlášení
před zahájením turnaje
- Alexandr Bublik → nahradil jej  Fabio Fognini
- Novak Djoković → nahradil jej  Brandon Nakashima
- Gaël Monfils → nahradil jej  Nick Kyrgios
- Reilly Opelka → nahradil jej  Alex Molčan
- Oscar Otte → nahradil jej  Emil Ruusuvuori
- Dominic Thiem → nahradil jej  Filip Krajinović
- Alexander Zverev → nahradil jej  Benjamin Bonzi

## Mužská čtyřhra

### Nasazení
| Stát                                                                                  | Hráč                 | Stát               | Hráč              | ATP | Nasazení |
| ------------------------------------------------------------------------------------- | -------------------- | ------------------ | ----------------- | --- | -------- |
| USA                                                                                   | Rajeev Ram           | Spojené království | Joe Salisbury     | 3   | 1        |
| Španělsko                                                                             | Marcel Granollers    | Argentina          | Horacio Zeballos  | 9   | 2        |
| Nizozemsko                                                                            | Wesley Koolhof       | Spojené království | Neal Skupski      | 9   | 3        |
| Salvador                                                                              | Marcelo Arévalo      | Nizozemsko         | Jean-Julien Rojer | 16  | 4        |
| Chorvatsko                                                                            | Nikola Mektić        | Chorvatsko         | Mate Pavić        | 18  | 5        |
| Německo                                                                               | Tim Pütz             | Nový Zéland        | Michael Venus     | 23  | 6        |
| Chorvatsko                                                                            | Ivan Dodig           | USA                | Austin Krajicek   | 30  | 7        |
| Kolumbie                                                                              | Juan Sebastián Cabal | Kolumbie           | Robert Farah      | 40  | 8.       |
| Žebříček ATP k 8. srpnu 2022; číslo je součtem žebříčkového postavení obou členů páru |                      |                    |                   |     |          |

### Jiné formy účasti
Následující páry obdržely divokou kartu do hlavní soutěže:
- William Blumberg /  Steve Johnson
- Tommy Paul /  Frances Tiafoe
- Holger Rune /  Stefanos Tsitsipas

Následující páry nastoupily do čtyřhry pod žebříčkovou ochranou:
- Santiago González /  Édouard Roger-Vasselin
- Łukasz Kubot /  Stan Wawrinka

## Ženská dvouhra

### Nasazení
| Stát                         | Hráčka              | WTA | Nasazení |
| ---------------------------- | ------------------- | --- | -------- |
| Polsko                       | Iga Świąteková      | 1   | 1        |
| Estonsko                     | Anett Kontaveitová  | 2.  | 2.       |
| Španělsko                    | Paula Badosová      | 3.  | 3.       |
| Řecko                        | Maria Sakkariová    | 4.  | 4.       |
| Tunisko                      | Ons Džabúrová       | 5.  | 5.       |
|                              | Aryna Sabalenková   | 6.  | 6.       |
| USA                          | Jessica Pegulaová   | 7.  | 7.       |
| Španělsko                    | Garbiñe Muguruzaová | 8.  | 8.       |
|                              | Darja Kasatkinová   | 9.  | 9.       |
| Spojené království           | Emma Raducanuová    | 10. | 10.      |
| USA                          | Coco Gauffová       | 11. | 11.      |
| Švýcarsko                    | Belinda Bencicová   | 12. | 12.      |
| Kanada                       | Leylah Fernandezová | 13. | 13.      |
| Česko                        | Karolína Plíšková   | 14. | 14.      |
| Rumunsko                     | Simona Halepová     | 15. | 15.      |
| Lotyšsko                     | Jeļena Ostapenková  | 16. | 16.      |
| Žebříček WTA k 8. srpnu 2022 |                     |     |          |

### Jiné formy účasti
Následující hráčky obdržely divokou kartu do hlavní soutěže:
- Sofia Keninová
- Caty McNallyová
- Shelby Rogersová
- Sloane Stephensová
- Venus Williamsová

Následující hráčky nastoupily pod žebříčkovou ochranou:
- Bianca Andreescuová
- Karolína Muchová
- Serena Williamsová

Následující hráčky postoupily z kvalifikace:
- Tereza Martincová
- Caroline Garciaová
- Marie Bouzková
- Anna Kalinská
- Ajla Tomljanovićová
- Anhelina Kalininová
- Taylor Townsendová
- Marta Kosťuková

Následující hráčky postoupily z kvalifikace jako šťastné poražené:
- Nuria Párrizasová Díazová
- Petra Martićová
- Anastasija Potapovová

#### Odhlášení
před zahájením turnaje
- Bianca Andreescuová → nahradila ji  Nuria Párrizasová Díazová
- Danielle Collinsová → nahradila ji  Petra Martićová
- Angelique Kerberová → nahradila ji  Sara Sorribesová Tormová
- Karolína Muchová → nahradila ji   Anastasija Potapovová

## Ženská čtyřhra

### Nasazení
| Stát                                                                                    | Hráčka                 | Stát       | Hráčka             | WTA | Nasazení |
| --------------------------------------------------------------------------------------- | ---------------------- | ---------- | ------------------ | --- | -------- |
|                                                                                         | Veronika Kuděrmetovová | Belgie     | Elise Mertensová   | 5.  | 1.       |
| Česko                                                                                   | Barbora Krejčíková     | Česko      | Kateřina Siniaková | 10. | 2.       |
| Japonsko                                                                                | Ena Šibaharaová        | Čína       | Čang Šuaj          | 11. | 3.       |
| USA                                                                                     | Coco Gauffová          | USA        | Jessica Pegulaová  | 18. | 4.       |
| Kanada                                                                                  | Gabriela Dabrowská     | Mexiko     | Giuliana Olmosová  | 18. | 5.       |
| USA                                                                                     | Desirae Krawczyková    | Nizozemsko | Demi Schuursová    | 30. | 6.       |
| Ukrajina                                                                                | Ljudmyla Kičenoková    | Lotyšsko   | Jeļena Ostapenková | 31. | 7.       |
| Čína                                                                                    | Sü I-fan               | Čína       | Jang Čao-süan      | 31. | 8.       |
| Žebříček WTA k 8. srpnu 2022; číslo je součtem žebříčkového postavení obou členek páru. |                        |            |                    |     |          |

### Jiné formy účasti
Následující pár obdržel divokou kartu do hlavní soutěže:
- Jessie Aneyová /  Ingrid Neelová
- Caty McNallyová /  Taylor Townsendová

Následující páry nastoupily pod žebříčkovou ochranou:
- Latisha Chan /  Samantha Stosurová
- Kirsten Flipkensová /  Sara Sorribesová Tormová

Následující pár nastoupil z pozice náhradníka:
- Jekatěrina Alexandrovová / Aljaksandra Sasnovičová

### Odhlášení
před zahájením turnaje
- Coco Gauffová /  Jessica Pegulaová → nahradily je Jekatěrina Alexandrovová / Aljaksandra Sasnovičová

## Přehled finále

### Mužská dvouhra
- Borna Ćorić vs.  Stefanos Tsitsipas, 7–6(7–0), 6–2

### Ženská dvouhra
- Caroline Garciaová vs.  Petra Kvitová, 6–2, 6–4

### Mužská čtyřhra
- Rajeev Ram /  Joe Salisbury vs.  Tim Pütz /  Michael Venus, 7–6(7–4), 7–6(7–5)

### Ženská čtyřhra
- Ljudmyla Kičenoková /  Jeļena Ostapenková vs.  Nicole Melicharová-Martinezová /  Ellen Perezová, 7–6(7–5), 6–3